# Paracalauria brevis
Paracalauria brevis är en insektsart som beskrevs av Synave 1962. Paracalauria brevis ingår i släktet Paracalauria och familjen Flatidae. Inga underarter finns listade i Catalogue of Life.